# アヴェ・ヴェルム・コルプス
アヴェ・ヴェルム・コルプス (Ave verum corpus) は、カトリックで用いられる聖体賛美歌である。トリエント公会議で確立された対抗宗教改革の一環として典礼に取り入れられ、主に聖体祭のミサで用いられた。
現在では、ウィリアム・バードやモーツァルト、フォーレ作曲によるものが有名（モーツァルトらのテキストには一部変更もみられる）。

## テキスト
| Ave verum corpus natum de Maria Virgine.        | めでたし、乙女マリアより生まれ給いしまことのお体よ。   |
| Vere passum immolatum in cruce pro homine:      | 人々のため犠牲となりて十字架上でまことの苦しみを受け、 |
| cujus latus perforatum fluxit aqua et sanguine. | 貫かれたその脇腹から血と水を流し給いし方よ。           |
| Esto nobis praegustatum mortis in examine.      | 我らの臨終の試練をあらかじめ知らせ給え。               |
| O Iesu dulcis,                                  | 優しきイエスよ。                                       |
| O Iesu pie,                                     | 慈悲深きイエスよ。                                     |
| O Iesu Fili Mariae. Amen.                       | マリアの子イエスよ。アーメン。                         |

## モーツァルトの「アヴェ・ヴェルム・コルプス」ニ長調、K.618
- 作曲時期: 1791年6月17日
- 編成: 混声四部合唱。ヴァイオリン、ヴィオラ、コントラバス、オルガン（通奏低音）。
- 演奏時間: 約3分。

この曲はモーツァルトが、妻コンスタンツェの療養を世話した合唱指揮者アントン・シュトルのために作曲したものである。簡素な編成でわずか46小節の小品だが、絶妙な転調による静謐な雰囲気からモーツァルト晩年の傑作とされる。
フランツ・リストはピアノ用の編曲『アレグリとモーツァルト システィーナ礼拝堂にて』S.461を残している。ピョートル・チャイコフスキーは、リストの編曲をオーケストレーションし、「組曲第4番『モーツァルティアーナ』」の第3曲『祈り』とした。

### テキストの変更箇所
- fluxit aqua et sanguine → unda fluxit et sanguine
意味はほぼ同じ。
- mortis in examine → in mortis examine, in mortis examine
第4行 (in cruce pro homine) に合わせたという説があるが、定かではない。
- O Iesu 以下 → 省略されている。

## テキストの元の姿
1300年頃から伝承されている本テキストには数多くのヴァージョン即ち逸脱箇所が見られるが、おそらく初期の姿は以下のようであったと思われる。
Ave verum corpus natum
ex Maria virgine,
vere passum, immolatum
in cruce pro homine,
cuius latus perforatum
vero fluxit sanguine,
esto nobis praegustatum
mortis in examine.
O dulcis, o pie,
o fili Mariae.